# خضر علامة
خضر علامة (مواليد 3 ديسمبر 1963) هو مدير تنفيذي ورائد في مجال الموسيقى اللبنانية، وهو المؤسس والرئيس التنفيذي لشركة Backstage Production، وهو شقيق ومدير المغني اللبناني راغب علامة وغالبًا ما يُنسب إليه نجاح الفنان.

## الحياة والوظيفة
تخرج خضر علامة من جامعة يورك حيث كان رائد أعمال، وبدأ حياته المهنية في صناعة الموسيقى كعازف للجيتار ومدير أعمال شقيقه راغب علامة، الذي فاز بالميدالية البلاتينية في برنامج التلفاز اللبناني ستوديو الفن عام 1980، بمساعدة وتوجيه من أخيه تمكن راغب من الحصول على المرتبة الأولى في قائمة المخططات في الشرق الأوسط وشمال إفريقيا والخليج الفارسي لمدة تقارب 25 عامًا، وكان لخضر دائمًا فلسفة دولية في ممارسة الأعمال التجارية منذ أيامه الأولى في إدارة الفنانين، وكان أول من جلب مقاطع فيديو موسيقية إلى الشرق الأوسط من خلال أغنية راغب علامة «ألبي الشيعة»،  أنشأ خضر شركته الخاصة بإدارة الفنانين والترفيه Backstage Production بهدف إدارة أعمال شقيقه بشكل رئيسي، وذلك بعد عدة نزاعات مع شركات التسجيل عند إصدار ألبوم راغب «الحب الكبير».

### إنتاج الكواليس
أصبح علامة مؤسس ورئيس تنفيذي لشركة Backstage Production في عام 1999 واستخدمت فلسفته الإدارية لتأمين صفقات دولية مع شركات سامسونج،  ومرسيدس-بنز،  وبيرسول، ووزارة السياحة الماليزية، ومشروع Lou Loua في قطر.
حصل خضر على الاهتمام في عام 2010 عند تمكنه من تأمين صفقة مع سوني للترفيه الموسيقي لعرض راغب علامة في أغنية مع المغنية الكولومبية الدولية شاكيرا،  التي ظهرت في ألبوم Backstage المنتج "Starz Vol. 1" والذي تم بيعه في مقاهي ستاربكس، والتي تمكن خضر أيضًا من عقد صفقه معها. جعلت هذه النظرة الدولية لإدارة Backstage Production اسمًا عالميًا في إدارة الفنانين وتنظيم الفعاليات والإنتاج الموسيقي، وقد ظهرت الشركة في الإصدار 44 من دليل Midem. لم تقتصر مهارات خضر الإدارية في أعمال راغب فقط، بل مع فنانين عالميين مثل دي جي كارما  وليغا.
في تنظيم الفعاليات، نظم خضر وشركته الاحتفالين الختاميين للألعاب الفرانكوفونية في عام 2009 الذي أقيم في بيروت.
في عام 2013 نظّم خضر علامة مع برنامج الأمم المتحدة للبيئة (UNEP) لتعيين راغب علامة سفير النوايا الحسنة في غرب آسيا.

## روابط خارجية
- Backstage Production الموقع الرسمي